# (7089) 1992 FX1
(7089) 1992 FX1 (1992 FX1, 1985 FT1, 1990 UK10, 1993 RL8) — астероїд головного поясу, відкритий 23 березня 1992 року.
Тіссеранів параметр щодо Юпітера — 3,555.